# Craig Pollock
Craig Pollock, född 20 februari 1956 i Falkirk i Skottland, är en affärsman och före detta manager för Formel 1-föraren Jacques Villeneuve. Pollock var stallchef för British American Racing 1999-2002. Han är för närvarande chef för verkstadsföretaget Propulsion Universelle et Recuperation d'Energie (PURE).